# Dilectissima Nobis
Dilectissima Nobis es una encíclica de Pío XI, datada el 3 de junio de 1933, publicada en la Acta Apostolicae Sedis (vol. XXV, pp. 261-287) en latín y en castellano, trata sobre la injusta situación creada para la Iglesia católica en España.

## Contenido

### Introducción[1]
Comienza el papa la encíclica mostrando su amor por España y el dolor por al situación que atraviesa la Iglesia en ese país:

Dilectissima Nobis nullo non tempore fuit nobilis Hispanorum gens cum ob insignia in catholicam fidem civilemque christiani nominis cultum promerita, tum ob avitam flagrantissimamque cum Apostolica hac Sede animorum coniunctionem, tum nominatim ob magna eius instituta et apostolica incepta, per quae et ferax exstitit sanctorum virorum mater et missionalium inclytorumque religiosorum Ordinum Conditorum altrix; decus ii quidem atque firmamentum Ecclesiae Dei.

Quoniam igitur praeclara Hispaniae gesta cum catholica Religione tam arcte coniunguntur, geminato Nos maerore idcirco afficimur, quod miserandi ii conatus obversantur Nobis qui eo sane exitu
Siempre Nos fue sumamente amada la noble Nación Española por sus insignes méritos para con la fe católica y la civilización cristiana, por la tradicional y ardentísima devoción a esta Santa Sede Apostólica y por sus grandes instituciones y obras de apostolado, pues ha sido madre fecunda de Santos, de Misioneros y de Fundadores de ínclitas Órdenes Religiosas, gloria y sostén de la Iglesia de Dios.

Y precisamente porque la gloria de España está tan íntimamente unida con la religión católica, Nos sentimos doblemente apenados al presenciar las deplorables tentativas, que, de un tiempo a esta parte, se están reiterando para arrancar a esta Nación a Nos tan querida, con la fe tradicional, los más bellos títulos de nacional grandeza
Inicio de la encíclica

Ante esos hechos, a través el Nuncio, se ha insistido ante el gobierno que esas actitudes son incompatibles con la concordia de espíritu indispensable para la prosperidad de una Nación. La Ley de Confesiones y Congregaciones Religiosas, recientemente aprobada, supone una nueva ofensa a la religión y a la Iglesia y a la libertad civil sobre el que declara basarse el nuevo régimen español. Estos son los motivos en que tiene su origen esta encíclica, sin que esté inspirada en una aversión contra la nueva forma de gobierno, pues nada tiene la Iglesia contra la forma republicana, como lo muestran los numerosos concordatos suscritos con las repúblicas que, tras la Guerra Mundial, han sustituido en Europa a anteriores regímenes monárquicos.
No puede pues justificarse, como se ha intentado, la nueva ley en la necesidad de defender la república, pues tanto la jerarquía como los católicos seglares, o sea la mayoría del pueblos español ha estado alejado de actos de violencia y cualquier tipo de desorden, aceptando el poder constituido.

Tan evidente aparece por lo dicho la inconsistencia del motivo aducido, que da derecho a atribuir la persecución movida contra la Iglesia en España, más que a incomprensión de la fe católica y de sus benéficas instituciones, al odio que «contra el Señor y contra su Cristo» fomentan sectas subversivas de todo orden religioso y social, como por desgracia vemos que sucede en Méjico y en Rusia.
Encíclica Dilectissima Nobis, AAS vol. XXV, p. 264/277

### Agravios de la ley de confesiones y congregaciones religiosas
La ley reafirma la separación del Estado y de la Iglesia, tal como ya establece la nueva Constitución Española, pero a los daños que para la sociedad supone esa afirmación se añade el modo hostil en el que la ley de confesiones y congragaciones religiosas entiende esa separación, llegando a negar para la Iglesia el derecho común y la libertad que se promete y asegura para todos los ciudadanos. De este modo mientras todas las opiniones 

tienen amplio campo para manifestarse, solo la religión católica, religión de la casi totalidad de los ciudadanos, ve que se la vigila odiosamente en la enseñanza, y que se ponen trabas a las escuelas y otras instituciones suyas, tan beneméritas de la ciencia y de la cultura española. El mismo ejercicio del culto católico, aun en sus más esenciales y tradicionales manifestaciones, no está exento de limitaciones, como la asistencia religiosa en los institutos dependientes del Estado; las procesiones religiosas, las cuales necesitarán autorización especial gubernativa en cada caso; la misma administración de los Sacramentos a los moribundos, y los funerales a los difuntos.
Encíclica Dilectissima Nobis, AAS vol. XXV, p. 266/279

También la facultad de poseer se le retira a la Iglesia, por una parte declarando de "propiedad pública nacional" todos los bienes -muebles e inmuebles- de que disponía, permitiendo solo -como una concesión graciosa, sujeta a numerosos controles- el uso de los edificios que se destinan al culto,  que además -aunque no se reconocen como de su propiedad- estarán sometidos a las tributaciones inherentes al uso de los mismos. Por otra parte, los bienes que en el futuro pueda adquirir la Iglesia solo podrá conservarlos en la cuantía necesaria para el servicio religioso.

con lo cual se obliga a la Iglesia a someter al examen del poder civil sus necesidades para el cumplimiento de su divina misión, y se erige el Estado laico en juez absoluto de cuanto se necesita para ias funciones meramente espirituales; y así bien puede temerse que tal juicio estará en consonancia con el laicismo que intentan la ley y sus autores.
Encíclica Dilectissima Nobis, AAS vol. XXV, p. 267/280

A estos agravios se añade la eliminación de la asignación al clero que ha venido satisfaciendo el Estado en cumplimiento de compromisos concordatarios que no se había hecho por una concesión gratuira, sino a título de indemnizaciones por bienes usurpados a la Iglesia. A esto se une que las Congregaciones quedan privadas del derecho a la enseñanza, y de cualquier actividad con la que pudiesen sostener; pero es que, además, estas disposiciones 

se arroja sobre ellas la injuriosa sospecha de que puedan ejercer una actividad política peligrosa para la seguridad del Estado, y con esto se estimulan las pasiones hostiles de la plebe a toda suerte de
denuncias y persecuciones: vía fácil y expedita para perseguirlas de nuevo con odiosas vejaciones.
Encíclica Dilectissima Nobis, AAS vol. XXV, p. 268-269/282

El papa, tras dolerse de la expulsión de la Compañía de Jesús, hace notar la ofensa que supone al sumo pontífice, al argumentar que la obediencia de la Compañía al papa supone someterse a una autoridad diferente de la legítima del Estado; como si la autoridad del sumo pontífice, que le fue conferida por el mismo Jesucristo pudiese impedir o mermar el reconocimiento de las legítimas autoridades humanas, o como ese poder espiritual y sobrenatural estuviese en oposición con el del Estado.
Por todo esto

Frente a una ley tan lesiva de los derechos y libertades eclesiásticas, derechos que debemos defender y conservar en toda su integridad, creemos ser deber preciso de Nuestro Apostólico
Ministerio reprobarla y condenarla. Por consiguiente Nos protestamos solemnemente y con todas Nuestras fuerzas contra la misma ley, declarando que esta no podrá nunca ser invocada contra los derechos imprescriptibles de la Iglesia.
Encíclica Dilectissima Nobis, AAS vol. XXV, p. 272/285

### Actitud que espera el papa de los católicos españoles
Termina el papa, alentando a los católicos de España para que, 

penetrados de la injusticia y del daño de tales medidas, se valdrán de todos ios medios legítimos que por derecho natural y por disposiciones legales quedan a su alcance, a fin de inducir a los mismos legisladores a reformar disposiciones tan contrarias a ios derechos de todo ciudadano y tan hostiles a la Iglesia, sustituyéndolas con otras que sean conciliables con la conciencia católica
Encíclica Dilectissima Nobis, AAS vol. XXV, p. 272/285

De este modo, ante la ameneza de los daños que supondrá la aplicación de esta ley, les pide que 

dejen de lado los lamentos y recriminaciones, y subordinando al bien común de la patria y de la religión todo otro ideal, se unan todos disciplinados para la defensa de la fe y para alejar los peligros que amenazan a la misma sociedad civil.

De un modo especial invitamos a todos los fieles a que se unan en la Acción Católica, tantas veces por Nos recomendada; la cual, aun sin constituir un partido, más todavía, debiendo estar fuera y por encima de todos ios partidos políticos, servirá para formar la conciencia de los católicos, iluminándola y fortaleciéndola en la defensa de la fe contra toda clase de insidias
Encíclica Dilectissima Nobis, AAS vol. XXV, p. 273/286

Concluye la encíclica confiando en que la oración de tantos buenos hijos, sobre todo en el Año Santo de la Redención que se está celebrando, sea acogida benignamente por Dios; y en esa confianza imparte a toda la Nación Española, la Bendición Apostólica